# بهترین انتخاب ممکن
بهترین انتخاب ممکن یا بهترین انتخاب برای همیشه (چینی: 承欢记؛ انگلیسی: Best Choice Ever) یک مجموعه تلویزیونی چینی در سال ۲۰۲۴ به کارگردانی تیان یو و با بازی یانگ ژی، شو کای، شو لینگ یو و ژانگ یائو است. این مجموعه اقتباسی از رمانی به همین نام اثر نویسندۀ مشهور هنگ کنگی، یی شو، است.
فیلمبرداری این سریال رسماً در ۱۸ ژوئن ۲۰۲۳ آغاز شد و در ۹ آوریل ۲۰۲۴ از شبکۀ تنسنت ویدئو به نمایش درآمد.

## خلاصه داستان
این مجموعه، داستان مای چنگ‌هوان (یانگ زی) را روایت می‌کند که در یک خانوادۀ معمولی در شانگهای متولد شده است. او به اصرار مادرش لیو وانیو (هه سایفی) در مورد ازدواج با دوست پسرش شین جیالیانگ (نیو جونفنگ) صحبت می‌کند. با این حال، به دلایل مختلفی مانند تفاوت زیاد در پیشینۀ خانوادگی و دخالت بیش از حد والدین، این دو از هم جدا می‌شوند. مای چنگ‌هوان به‌تدریج از عشق قوی مادرش رها می‌شود و در کارش به موفقیت دست می‌یابد. با به‌رسمیت شناخته شدن توسط مادربزرگ ناتنی‌اش، او وظیفه مدیریت هتل را که مادربزرگ ناتنی‌اش بیشترین ارزش را برایش قائل بود، بهدست آورد. یائو ژیمینگ (شو کای)، نوه مادربزرگ ناتنی‌اش و یک مدیر هتل حرفه‌ای، از طریق همکاری آن‌ها با مای چنگ‌هوان آشنا شد و دست در دست هم کار کردند. یائو ژیمینگ در زندگی، احساسات خالصانه خانوادۀ مای را احاطه کرد و رابطه‌اش با مای چنگ‌هوان به تدریج گرم شد.

## بازیگران

### اصلی
- یانگ ژی در نقش مای چنگ هوان
- شو کای در نقش یائو ژیمینگ
- نیو جون فنگ در نقش شین جیا لیانگ
- شو لینگ یو در نقش مو یونگ شین
- ژانگ یائو در نقش مای چنگ زائو
- یائو آنلیان در نقش مای لای تیان